# Almudena Grandes
María Almudena Grandes Hernández (Madrid, 7 de mayo de 1960-Madrid, 27 de noviembre de 2021) fue una escritora española, columnista habitual del diario El País. Galardonada con el Premio Nacional de Narrativa en 2018. Gran parte de su obra trata de ahondar en la historia reciente de España para recuperar las huellas de un pasado oculto durante la dictadura de Francisco Franco y explicar las claves de la sociedad española de finales del siglo XX y primeras décadas del siglo XXI. Fue patrona de honor de la Fundación Academia de Cine, y seis de sus libros se llevaron al cine. Tras su muerte recibiría diversos homenajes y títulos: Hija Predilecta de Madrid, una calle, así como su nombre a colegios e institutos y a la estación de Atocha. También se le concedió la Medalla de Oro al Mérito en las Bellas Artes.

## Biografía
Desde pequeña quiso ser escritora pero, por voluntad de su madre —quien deseaba que se dedicase a una «carrera de chicas»—, ingresó en la Facultad de Geografía e Historia de la Universidad Complutense de Madrid, aunque, según confesión de la autora, hubiera preferido estudiar latín. Tras titularse, comenzó a trabajar escribiendo textos para enciclopedias. También hizo algún papel en el cine (A contratiempo, de Óscar Ladoire). Siendo hija y nieta de «escritores de poesía aficionados», afirmó que nunca se ha dedicado a otro género que no fuera el narrativo, género por el cual sentía «una gran pasión y a la vez una gran frustración». La primera novela que publicó fue Las edades de Lulú (1989), obra erótica que ganó el XI Premio La Sonrisa Vertical. La llevó al cine Bigas Luna al año siguiente, con un guion escrito con Almudena Grandes por el que ambos fueron nominados a los premios Goya en 1991 en la categoría de Mejor Guion Adaptado. El libro tuvo un gran éxito y se tradujo a más de veinte idiomas. El desmedido éxito de su primera novela, según declaraciones de la autora, «le regaló la vida que ella quería vivir y jamás podrá saldar esa deuda».
Su siguiente novela, Te llamaré Viernes (1991), ya apartada del género erótico, no tuvo gran repercusión. Sí la tuvo, en cambio, Malena es un nombre de tango (1994), que Gerardo Herrero adaptó al cine en 1996. Ese mismo año se publicó una recopilación de relatos titulada Modelos de mujer, algunos ya conocidos anteriormente por haber aparecido en alguna de sus frecuentes colaboraciones en la prensa. Uno de ellos, «El vocabulario de los balcones», inspirado en un poema de Luis García Montero, sirvió de base para el largometraje Aunque tú no lo sepas, que Juan Vicente Córdoba dirigió en 2000.
En octubre de 1997 recibió en Italia el Premio Rosone d'Oro de literatura por el conjunto de su obra. Fue la primera vez que se entregó a un autor español y la primera vez a una mujer.
Atlas de geografía humana (1998), Los aires difíciles (2002) y Castillos de cartón (2004) continuaron su obra novelística. Como sus obras anteriores, todas transcurren en la España del último cuarto del siglo XX o principios del XXI y muestra con técnicas realistas e introspección psicológica la vida cotidiana de personajes de esta época. 
En 2003 se publicó una serie de artículos que habían aparecido en El País bajo el título de Mercado de Barceló y en 2005 continuó su obra breve con Estaciones de paso, un nuevo libro de relatos en el que se recogen cinco historias cortas sobre el planteamiento que varios adolescentes realizan ante distintas situaciones, que no son capaces de entender ni comprender pero que, puesto que es su vida, han de vivir.
La película Los aires difíciles, basada en su novela homónima, se estrenó en 2006 dirigida por Gerardo Herrero y protagonizada por José Luis García Pérez, Cuca Escribano y Roberto Enríquez.
En 2007 publicó El corazón helado, extenso y complejo relato en el que se plasma la vida de dos familias españolas a lo largo de gran parte del siglo XX. Esta novela ganó al año siguiente dos importantes premios: el José Manuel Lara y el del Gremio de Libreros de Madrid.
El 23 de marzo de 2007 se estrenó la película Atlas de geografía humana, basada en la novela homónima. Fue protagonizada por Cuca Escribano, Montse Germán, María Bouzas y Rosa Vilas y dirigida por Azucena Rodríguez, amiga de la escritora. En 2012, la novela fue adaptada al teatro por el dramaturgo Luis García-Araus y representada en el teatro María Guerrero de Madrid con dirección de Juanfra Rodríguez y un elenco integrado por Arantxa Aranguren, Nieve de Medina, Ana Otero y Rosa Savoini.
Durante el proceso de escritura de El corazón helado fue reuniendo documentación sobre la lucha clandestina de la resistencia antifranquista en la posguerra, sobre todo a través de los testimonios de sus protagonistas, para relatar episodios silenciados por los medios oficiales e ignorados por la historiografía. Con ello fue armando un ciclo de seis novelas que denominó Episodios de una guerra interminable, en recuerdo de los Episodios nacionales de su admirado Pérez Galdos. Abarcan el periodo comprendido entre 1939 y 1964, año de los XXV Años de Paz proclamados por el régimen, y alternan la ficción y la no ficción con personajes que aparecen en varios episodios con distinto nivel de protagonismo. Asimismo, la autora proyecta los hechos narrados y sus consecuencias hasta 1977-78 en unos epílogos redactados con voz propia. Inés y la alegría, que inició la serie en 2010, obtuvo en México el Premio Elena Poniatowska. Se calificó de «portentosa obra narrativa que, montada en la tradición galdosiana escrita contra viento y marea, contra la tendencia general en nuestro tiempo, de andar con prisas, tanto del lado de quien la construye como de quien la lee». Le siguen El lector de Julio Verne (2012), Las tres bodas de Manolita (2014), Los pacientes del doctor García (2017), por el que consiguió el Premio Nacional de Narrativa en 2018, y La madre de Frankenstein (2020). La última, sin publicar en el momento de su fallecimiento, se titula Mariano en el Bidasoa.
En 2019 Tusquets, su editorial de siempre, publicó La herida perpetua, una recopilación de parte de las columnas que escribió en El País desde que inició su colaboración con este periódico en 2008.
Además es importante mencionar que, muchas de las obras de Almudena Grandes desempeñaron un papel clave en la lucha feminista, al dar voz a personajes femeninos complejos y profundizar en temas como la desigualdad de género, el papel de las mujeres en la historia y las dinámicas de poder. Su narrativa desafiaba los estereotipos de género, reivindicando el derecho de las mujeres a decidir sobre sus cuerpos, sus vidas y su lugar en la sociedad. Grandes no solo abordó estos temas desde la ficción, sino que también reflejó en su literatura un compromiso personal con los ideales feministas, convirtiéndola en una de las voces más destacadas de la defensa de los derechos femeninos y de la construcción de una sociedad más justa e igualitaria.
Almudena Grandes falleció en Madrid el 27 de noviembre de 2021 a los sesenta y un años, debido a un cáncer de colon, y recibió sepultura en el cementerio Civil de Madrid.

## Línea ideológica de la autora
Almudena Grandes fue columnista habitual del diario El País y contertulia en los programas de Onda Cero y la Cadena SER. Se distinguió por sus posiciones políticas de izquierda y mostró su apoyo público a Izquierda Unida (por ejemplo, en las elecciones generales de 2011). En las elecciones generales de 2016, sin embargo, aseguró que no se había "decantado por ningún partido", ya que, según su punto de vista, "ninguno de ellos en estos momentos la representa ideológicamente". En una entrevista concedida en abril de 2010, cuando le preguntaron desde cuándo "tenía el corazón inclinado hacia la izquierda", respondió que, "como tantas otras cuestiones ideológicas vitales dentro de las que se asienta su pensamiento, se hizo de izquierdas leyendo".
La autora también señaló que España, a lo largo de la primera década del último siglo, se ha convertido en un país de "horteras y borricos". Una sociedad, en su opinión, muy desagradable e insensible, llena de gente indiferente al sufrimiento de los demás sumida en el espejismo de consumismo y materialismo. En su obra Los besos en el pan (2015), novela centrada en la temática de la crisis económica de 2008 (que sacudió a las clases sociales medias y bajas), reivindicó la idea de: "volver a vivir con dignidad, como nuestros abuelos". Esta idea es de suma importancia para la novela, ya que en ella aparece reflejada, en forma de diálogos entre abuelos y nietos, la "necesidad de recuperar la humildad para asumir la pobreza (que siempre se ha encontrado presente en España) como una cuestión contra la que luchar, sin que llegue a ser una lucha que excluya la alegría y la ilusión".
En cuanto al tema de la posguerra y la transición española, asuntos en torno a los que gira gran parte de su obra, Grandes afirma que la cultura oficial que ha adquirido mayor difusión (respecto a la guerra civil y a la posguerra españolas) tiene mucho que ver con la versión silenciosa y evasiva que mantuvo la generación de "los abuelos", versión de la que se han alimentado las generaciones posteriores, según opina la autora, "incapaces de comprender en su totalidad la historia contemporánea española debido a este silencio generacional". Según declaraciones de la autora, el franquismo fue una dictadura prototípica debido a su certera aplicación progresiva del terror; se sembraba toda esa represión desde el gobierno para que nadie se moviera ni quisiera cambiar las cosas. La transición española se exhibió como modélica en países de todo el mundo, especialmente en los de América Latina. En su opinión, desde el punto de vista institucional, la transición tuvo un éxito sin precedentes e introdujo una democracia inédita y ejemplar, sólida y real. Sin embargo, partiendo de un punto de vista moral, la autora opina que la transición, aún treinta años después de su implantación, ha resultado un fracaso en tanto a ideología para la generación sucesiva, "no reconociendo las reglas del juego establecidas en los años 70". A pesar de ello, Grandes coincidió en que «Esa generación (la de la transición) hizo honestamente lo que creía que tenía que hacer».

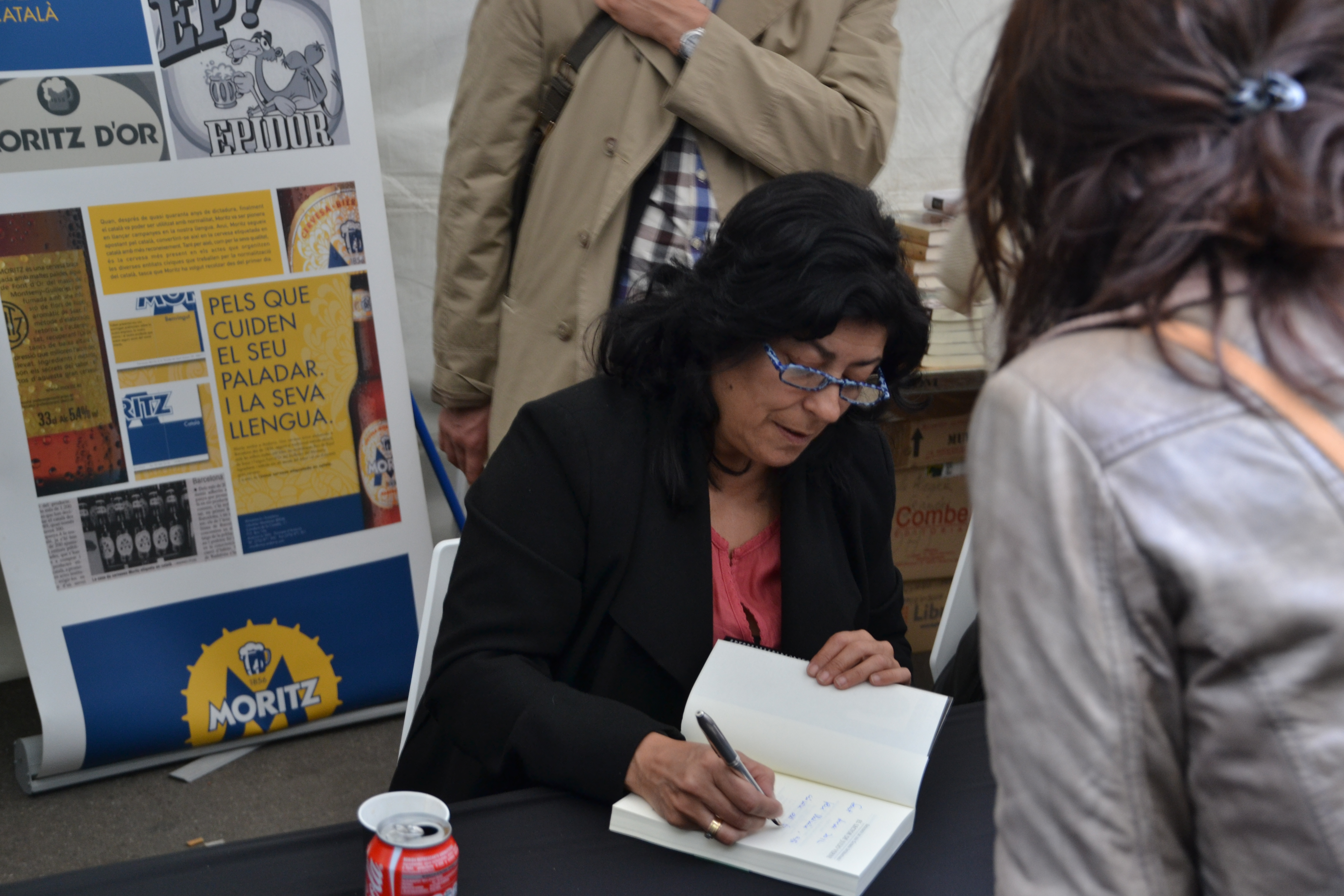
Almudena Grandes firmando un ejemplar de su novela El Lector de Julio Verne.

En una entrevista publicada en abril de 2010, la autora afirmó que la literatura es "vida para la gente que está viva, te permite vivir, además de tu propia vida, otras muchas vidas". En su opinión, la literatura "da alas y eleva a los lectores sobre la realidad"; por eso, dice haber aprendido muchas cosas en la vida, pero aún más, en los libros que ha leído. Además, la autora también remarcaba que la instintiva necesidad de escuchar sobre otras historias y saber de otras vidas es la fuerza que nos empuja en tanto que seres humanos a leer. A su vez, la autora afirmaba en la misma entrevista que el lenguaje se trata de la expresión del pensamiento, ya que sólo existe aquello que podemos decir: "Si perdemos palabras que nombren cosas estaremos perdiendo también esas cosas; la gente no llega a comprender hasta qué punto el lenguaje pobre empobrece el pensamiento, las experiencias y los placeres de la vida”.
Respecto a la pasión que despiertan su literatura y sus lectores, Grandes también añadió en la entrevista de 2010: «Mis lectores son mi libertad. Mientras ellos estén ahí, seguiré escribiendo los libros que creo que tengo que escribir en lugar de los libros que otros creen que tengo que escribir. Sin embargo, cuando escribo, escribo para emocionarme a mí; para convencer a la lectora que yo soy (la más crítica de todas); para emocionarles a ellos; para devolverles, de alguna manera, todo lo que ellos me han dado a mí, porque son mi piel de por vida».

## Influencias en su obra
Destacó Almudena Grandes la influencia que tuvieron, especialmente durante su adolescencia y que marcaron su obra, autores como Benito Pérez Galdós y Ana María Matute, en particular su obra Los hijos muertos que leyó con a la edad de veinte años y que despertó su vocación literaria, Daniel Defoe –especialmente su Robinson Crusoe– y Homero con su Odisea. Estas obras marcaron el apego que sintió la autora por personajes del arquetipo de superviviente, no necesariamente náufragos, sino personas que sobreviven arreglándoselas de un modo u otro, frente a los héroes, antihéroes, etc. Asimismo, como en muchos otros escritores españoles, es de notar el gran influjo de Cervantes, que hicieron que Grandes tendiera a construir historias complejas, con pequeñas historias dentro de otras más extensas.
Pero no solo han sido escritores los que han marcado la obra de Almudena Grandes, sino también cineastas como Buñuel: «Es difícil de detectar, pero (…) el final de Los aires difíciles está influenciado por el final de Viridiana».

## Actividad pública

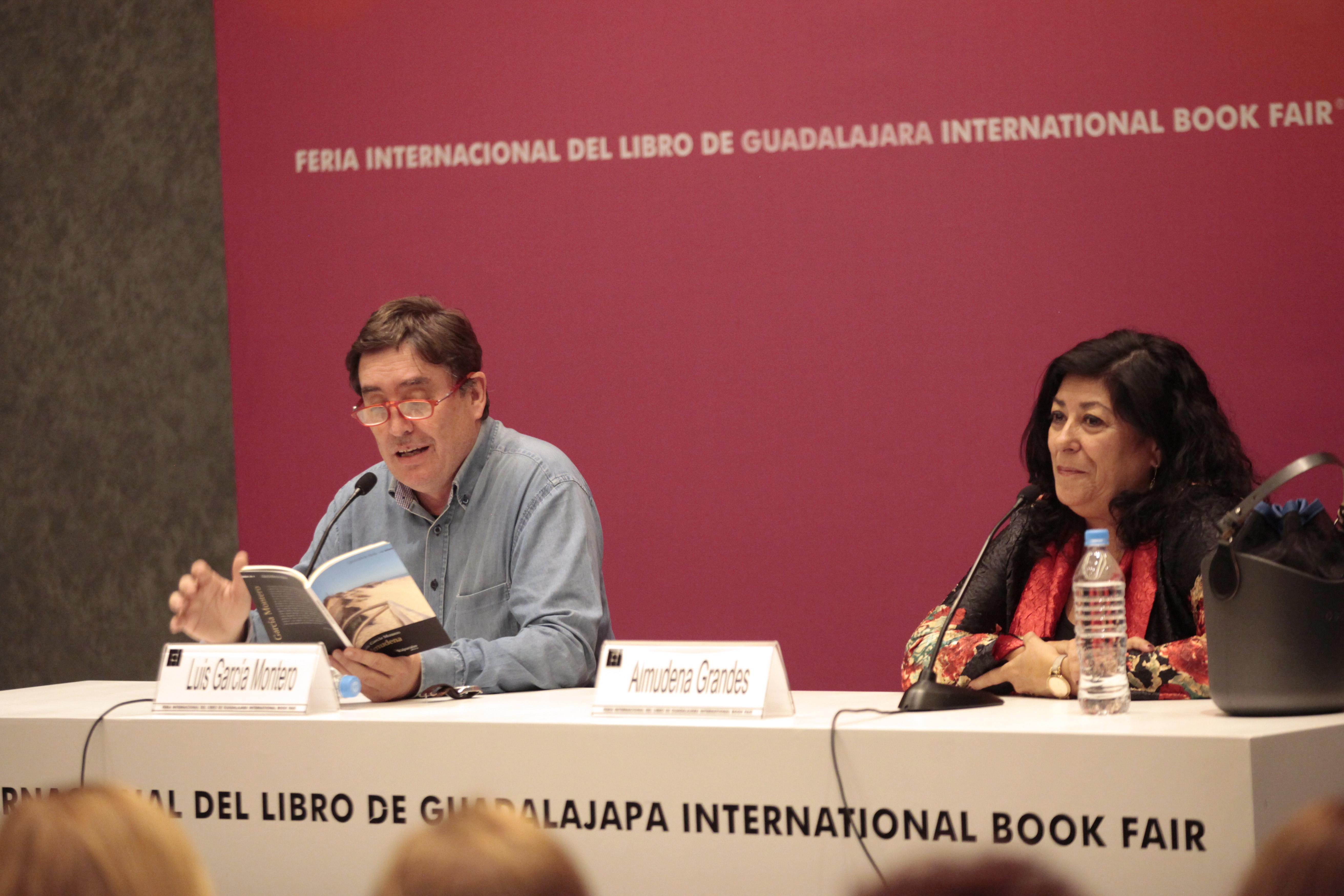
Almudena Grandes con Luis García Montero en la Feria Internacional del Libro de Guadalajara (México) (FIL) en 2017.

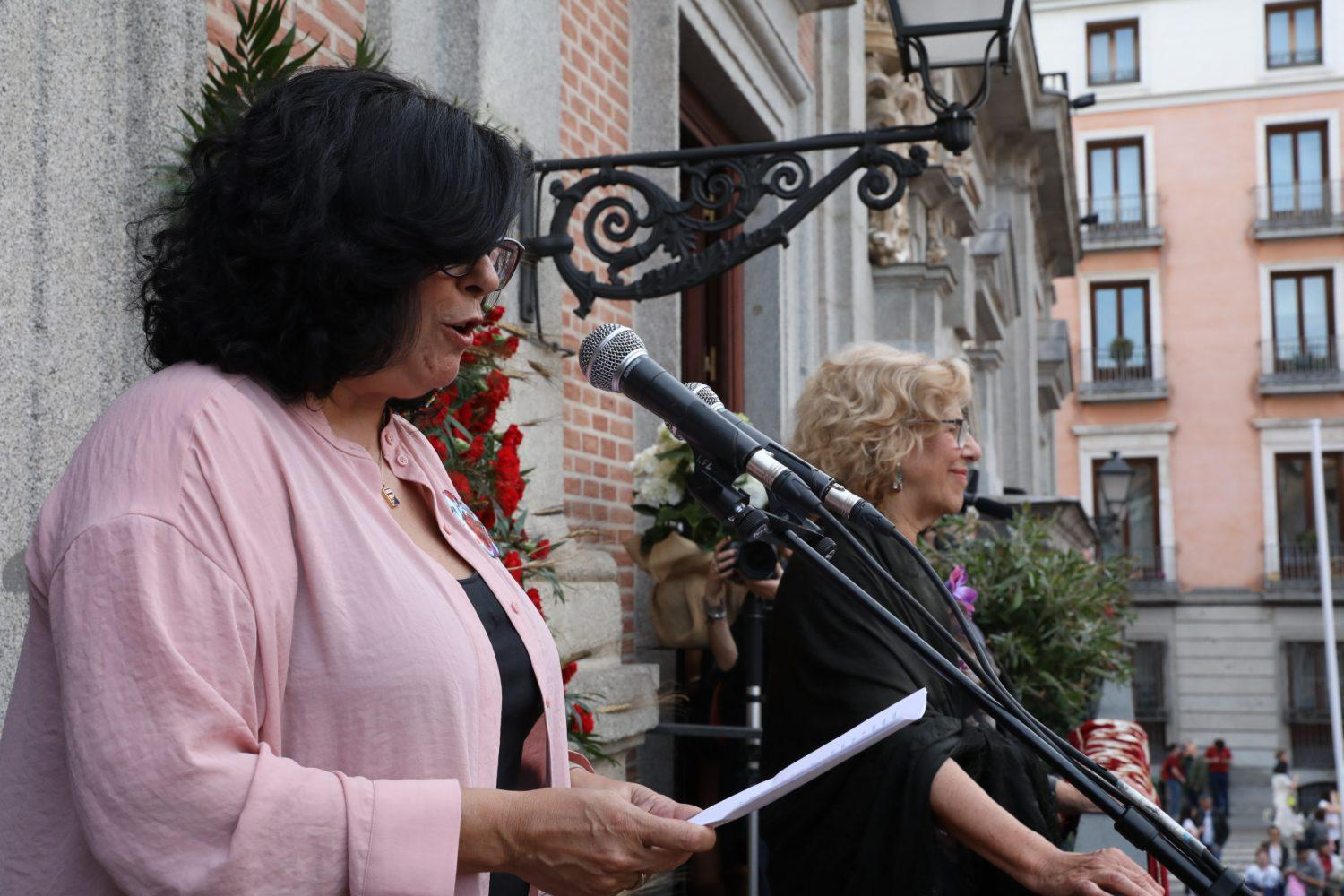
Almudena Grandes inaugurando las fiestas de San Isidro en mayo de 2018, en el balcón de la plaza de la Villa al lado de la entonces alcaldesa, Manuela Carmena.

Almudena Grandes fue columnista habitual del diario El País y contertulia en los programas de la Cadena SER. Se ha distinguido por sus posiciones políticas de izquierda y ha mostrado su apoyo público a Izquierda Unida. Así, en abril de 2007, fue una de los firmantes del manifiesto «Por la convivencia, frente a la crispación», en el que un grupo de intelectuales consideraba inaceptable hacer del terrorismo "el eje de la oposición" y denunciaba el incremento de un mal ambiente político y social "en base a exageraciones y manipulaciones". Durante la manifestación convocada tras el atentado de ETA en la T-4 del aeropuerto de Barajas, leyó la declaración «Por la paz, la vida, la libertad y contra el terrorismo». Aquella tragedia, en la que murieron dos personas, constituyó la ruptura de la tregua que mantenía la organización terrorista en el contexto de las negociaciones mantenidas entre el gobierno de José Luis Rodríguez Zapatero y la banda.
Por su estrecha vinculación —personal, familiar y literaria— a la ciudad de Madrid, en mayo de 2018 fue pregonera de las fiestas de San Isidro.

### Polémicas
En marzo de 2007, en la presentación del libro El corazón helado, unas declaraciones de la escritora causaron gran polémica: cuando se le preguntó si habría que fusilar alguna cosa, la escritora respondió que fusilaría a dos o tres voces que la sacan de quicio, según algunas fuentes en tono de broma. Pío Moa criticó esta afirmación burlándose de la autora en el periódico Libertad Digital. En la misma presentación, Almudena Grandes criticó también al Partido Popular, afirmando que "estamos en un país en el que la derecha española recuerda más a la de la II República que a la del franquismo", donde se vuelve a reclamar el derecho a gobernar "por gracia divina" o "no ha sabido reaccionar como un partido político derrotado, sino como un terrateniente expropiado o alguien a quien le roban el bolso".
En noviembre de 2008 escribió un artículo en El País en el que ridiculiza una frase de la madre Maravillas. El párrafo en cuestión dice textualmente: «Un tribunal ha constatado la muerte de Franco. Qué risa, dicen algunos. Yo prefiero reírme de otras cosas. "Déjate mandar. Déjate sujetar y despreciar. Y serás perfecta". Parece un contrato sadomasoquista, pero es un consejo de la madre Maravillas. ¿Imaginan el goce que sentiría al caer en manos de una patrulla de milicianos jóvenes, armados y -¡mmm!- sudorosos? En 1974, al morir en su cama, recordaría con placer inefable aquel intenso desprecio, fuente de la suprema perfección. Que la desbeatifiquen, por favor. A cambio, pueden beatificar a Bono, porque la pequeña vanidad de su implante capilar es pecado venial frente a tamaña perversión». Esta ironización en torno a las violaciones sufridas por monjas a manos de los milicianos durante la guerra civil española fue rechazada y criticada por el autor Antonio Muñoz Molina y por periodistas y columnistas en numerosos medios de prensa.
En noviembre de 2023, el nuevo gobierno regional de La Rioja, encabezado por Gonzalo Capellán del Partido Popular, decidió retirar el nombre de la escritora de la principal biblioteca pública de la región, con el que había sido homenajeada por el anterior gobierno socialista tras su fallecimiento. Esta acción repondía a un informe del director de la Biblioteca de La Rioja, Josu Rodríguez, que proponía el cambio de nombre por razones técnicas. El cambio ha provocado críticas en sectores del ámbito cultural y político de la izquierda. El gobierno del PP argumentó que era «apropiado» asociar esta biblioteca al nombre de su tierra y no asociarla a escritores, edificios u otras nomenclaturas.

## Obras

### Novelas
- Las edades de Lulú (1989)
- Te llamaré Viernes (1991)
- Malena es un nombre de tango (1994)
- Atlas de geografía humana (1998)
- Los aires difíciles (2002)
- Castillos de cartón (2004)
- El corazón helado (2007)
- Los besos en el pan (2015)
- Todo va a mejorar (2022, póstuma)[48][49]

#### Episodios de una guerra interminable
- Inés y la alegría (2010)
- El lector de Julio Verne (2012)
- Las tres bodas de Manolita (2014)
- Los pacientes del doctor García (2017)
- La madre de Frankenstein (2020)
- Mariano en el Bidasoa (inconclusa)

### Libros de relatos
- Modelos de mujer (1996)
- Estaciones de paso (2005)

### Artículos
- Mercado de Barceló (2003)
- La herida perpetua (2019)
- Escalera interior (2025)

### Colaboraciones
- La buena hija. Cuento en Madres e hijas de Laura Freixas.
- Especies en protección. Cuento en Érase una vez la paz.

### Literatura infantil
- ¡Adiós, Martínez! (2014)

### Adaptaciones cinematográficas
- Las edades de Lulú (de Bigas Luna, 1990)
- Malena es un nombre de tango (de Gerardo Herrero, 1995)
- Aunque tú no lo sepas (de Juan Vicente Córdoba, 2000). Adaptación del relato «El vocabulario de los balcones», de su obra Modelos de mujer
- Geografía del deseo - adaptación de Atlas de geografía humana; miniserie chilena de Boris Quercia e ideada por María Izquierdo Huneeus, 2004)
- Los aires difíciles (de Gerardo Herrero, 2006)
- Atlas de geografía humana (de Azucena Rodríguez, 2007)
- Castillos de cartón (de Salvador García Ruiz, 2009)

### Adaptaciones televisivas
- Los pacientes del doctor García (de TVE, 2023)

### Documental biográfico
- Almudena (2025)

## Premios
- Premio La Sonrisa Vertical 1989 por Las edades de Lulú.
- Premio Rosone d'Oro de literatura, 1997 (Italia).
- Premio a la Coherencia 2002, otorgado anualmente por la Asamblea Local de Izquierda Unida de Guardo (Palencia).
- Premio Julián Besteiro de las Artes y de las Letras 2002 por el conjunto de su obra.
- Premio Cálamo al Mejor Libro del Año 2002 por Los aires difíciles.
- Premio Crisol 2003 por Los aires difíciles.
- Premio Fundación José Manuel Lara 2008 por El corazón helado.
- Premio del Gremio de Libreros de Madrid 2008 por El corazón helado.
- Premio de la Crítica de Madrid 2011 por Inés y la alegría.[50]
- Premio Iberoamericano de Novela Elena Poniatowska 2011 por Inés y la alegría.[13]
- Premio Sor Juana Inés de la Cruz 2011 por Inés y la alegría.[51]
- Premio Internacional de Abogados de Atocha, 2017.
- Premio Liber 2018 al autor hispanoamericano más destacado, otorgado por la Federación del Gremio de editores.[52]
- Premio Nacional de Narrativa (2018), convocado por el Ministerio de Cultura,[53] por Los pacientes del doctor García.
- Premio de Periodismo Internacional 2020 del Club Internacional de Prensa, por su repercusión en la defensa de los valores humanos, su obra literaria y su presencia en medios.[54]
- Premio Lola González al Compromiso y Memoria 2020.[55]
- Premio Jean Monnet de Literatura Europea 2020 por Los pacientes del Doctor García.[56]
- Medalla de Oro al Mérito en las Bellas Artes, a título póstumo.[57]
- El 7 de diciembre de 2021 el Gremio de las Librerías de Madrid creó un premio en homenaje a Almudena Grandes, un galardón con el nombre de la escritora que reconocerá la «primera novela de una autora o autor novel».[58]
- En diciembre de 2021 la Asociación Pro Derechos Humanos de España (APDHE) le otorgó el Premio Extraordinario en reconocimiento a su trabajo por la recuperación de la memoria democrática que plasmó en muchas de sus obras.[59]

## Reconocimientos

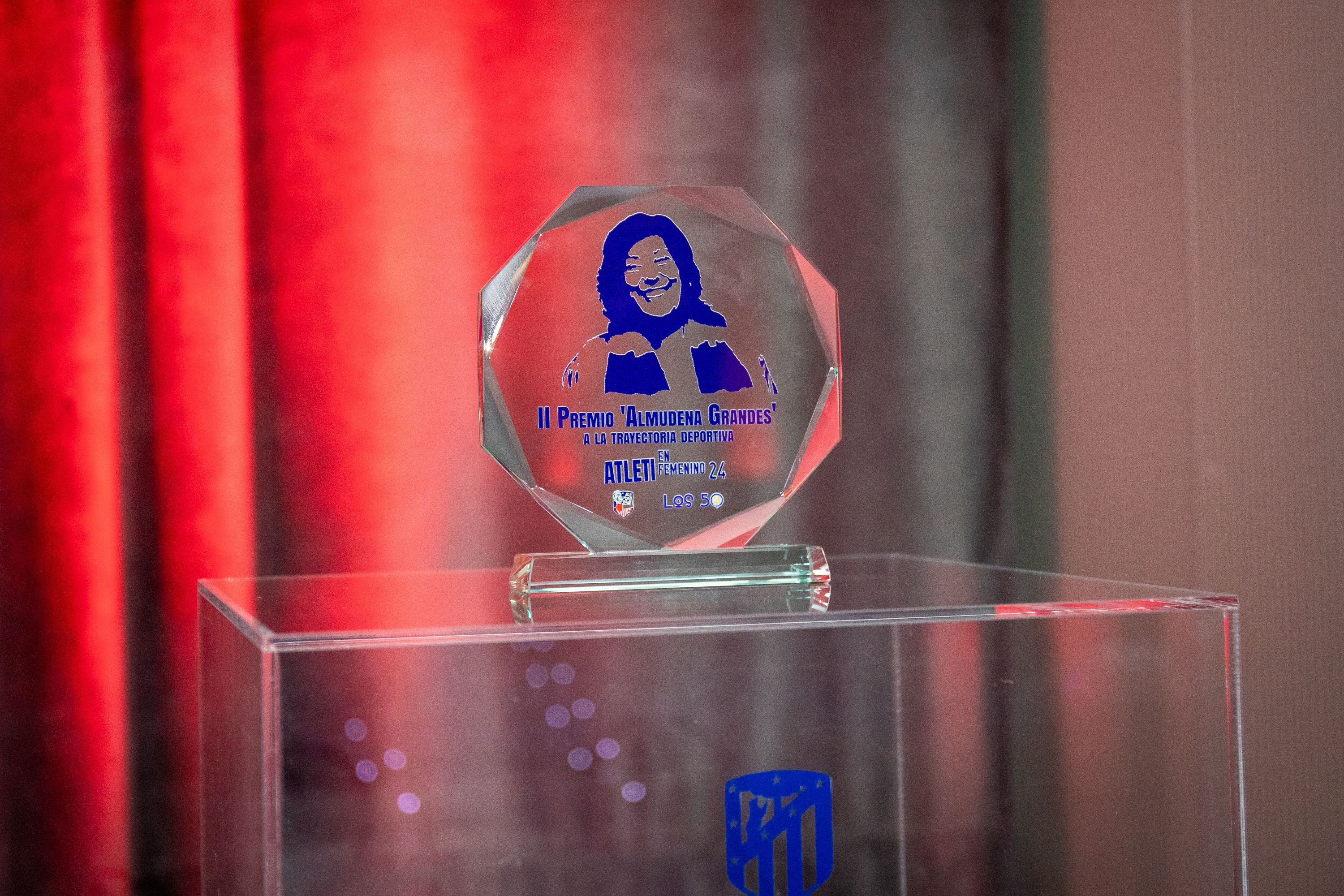
Premio Almudena Grandes

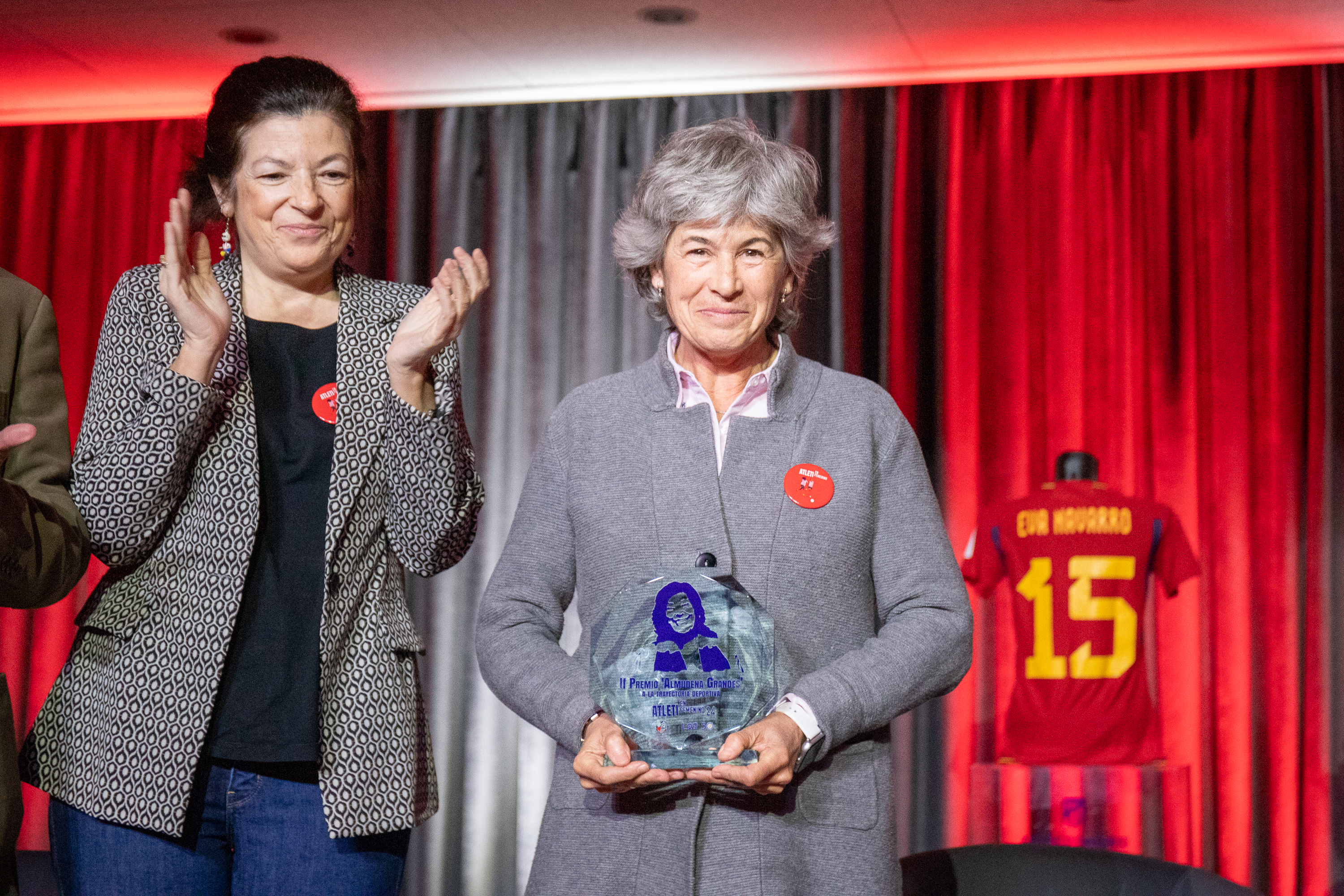
María Vargas recibe el Premio Almudena Grandes de mano de su hermana Mónica Grandes

- La biblioteca municipal de Mejorada del Campo lleva su nombre.
- La biblioteca municipal de Azuqueca de Henares, inaugurada en octubre de 2006, lleva su nombre.
- El Centro de Educación Infantil y Primaria (CEIP) del barrio de Las Morillas de Málaga lleva su nombre.
- En 2020 ha sido nombrada Doctora honoris causa por la UNED (Universidad Nacional de Educación a Distancia). En el acto de investidura su padrino Julio Neira celebraba la narrativa de Almudena Grandes, "puesta al servicio de historias de gran interés actual, bien por la inmediatez de los sucesos, bien por su trasfondo histórico".[60]
- El 30 de noviembre de 2021 el Ayuntamiento de Madrid aprobaba, en un pleno ordinario, dedicarle una calle en la capital.[61]
- El 1 de diciembre de 2021 el Gobierno de La Rioja acordó que la biblioteca central de la comunidad se pase a llamar "Biblioteca de La Rioja Almudena Grandes" como «homenaje por su producción literaria y por su compromiso con las personas que no tienen voz y con la memoria democrática de nuestro país».[62]
- En febrero de 2022 el ayuntamiento de Granada homenajeó a la escritora poniendo su nombre a una biblioteca.[63]
- El 22 de febrero de 2022, el pleno del ayuntamiento de Madrid decidió nombrarla hija predilecta de Madrid a título póstumo, con la abstención de Vox por su postura sobre la Guerra Civil y después de que el alcalde de la ciudad, José Luis Martínez-Almeida, hubiese declarado apenas tres días después de su muerte que no merecía este reconocimiento.[64] El presidente del pleno del Ayuntamiento de Madrid, Borja Fanjul, entregó la medalla de Hija Predilecta a su viudo, Luis García Montero, en un acto homenaje en el teatro Español de Madrid en junio del mismo año, ante la ausencia del alcalde José Luis Martínez-Almeida y la vicealcaldesa Begoña Villacís.[65]
- El 3 de marzo de 2022 la ministra de Transportes, Movilidad y Agenda Urbana informó que la estación de Puerta de Atocha de Madrid pasaría a llamarse Puerta de Atocha-Almudena Grandes y fue publicado en el Boletín Oficial del Estado, BOE el 19 de noviembre de 2022.[66][67]
- En mayo de 2022 Correos (España) emitió un sello postal en homenaje a Almudena Grandes, dentro de la colección #8MTodoElAño.[68]
- Desde el mes de junio de 2022 la Biblioteca Central de Móstoles lleva el nombre de Almudena Grandes.[69][70]
- En 2022 ha sido nombrada Doctora honoris causa a título póstumo por la Universidad de Cádiz.[71]
- En 2022 el Ayuntamiento de Sevilla creó el premio de novela que lleva su nombre, Premio de Novela Almudena Grandes.[72]
- En 2022 los Premios InfoLibre establecieron una nueva categoría que lleva su nombre, el Premio especial Almudena Grandes a la defensa del derecho a la información.
- En noviembre de 2022 se colgó el retrato de Almudena Grandes en la galería de los ilustres del Ateneo de Madrid.[73]
- El 28 de enero de 2023 se inaugura una plaza en Irún con su nombre.[74]
- El 30 de marzo de 2023 se creó el Premio Almudena Grandes por parte de la Asociación Los 50 y la Peña Las Colchoneras para premiar a mujeres por su trayectoria deportiva en el Atlético de Madrid.[75]
- El 13 de diciembre de 2023, se publicó una noticia sobre que dos años después de la muerte de Almudena Grandes, el ayuntamiento de Madrid, dedicará su nombre a unos nuevos jardines en Villa de Vallecas.[76]